# Tullow
Tullow (Iers: Tulach O'Bhfeidhlim) is een plaats in Ierse graafschap Carlow. De plaats telt 2.471 inwoners en ligt aan de Slaney.
Ballinkillen · Ballon · Ballymurphy · Borris · Carlow · Clonegal · Clonmore · Fennagh · Hacketstown · Kildavin · Leighlinbridge · Muine Bheag · Myshall · Nurney · Old Leighlin · Rathvilly · Royal Oak · St Mullin's · Tinryland · Tullow